# Sibine quadratilla
Sibine quadratilla är en fjärilsart som beskrevs av Dyar 1935. Sibine quadratilla ingår i släktet Sibine och familjen snigelspinnare. Inga underarter finns listade i Catalogue of Life.